# 영등포고가차도

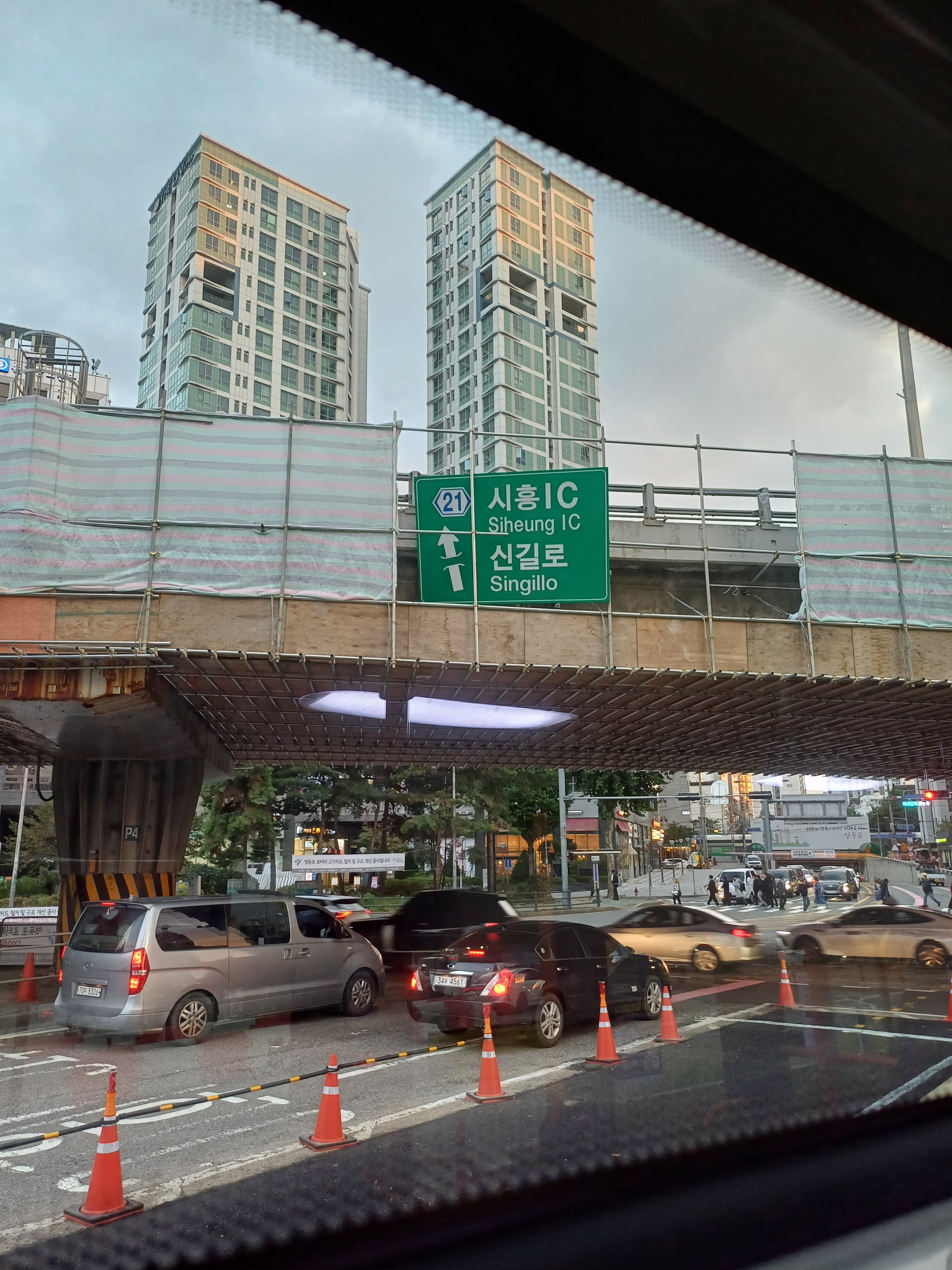
영등포고가차도(철거 전)

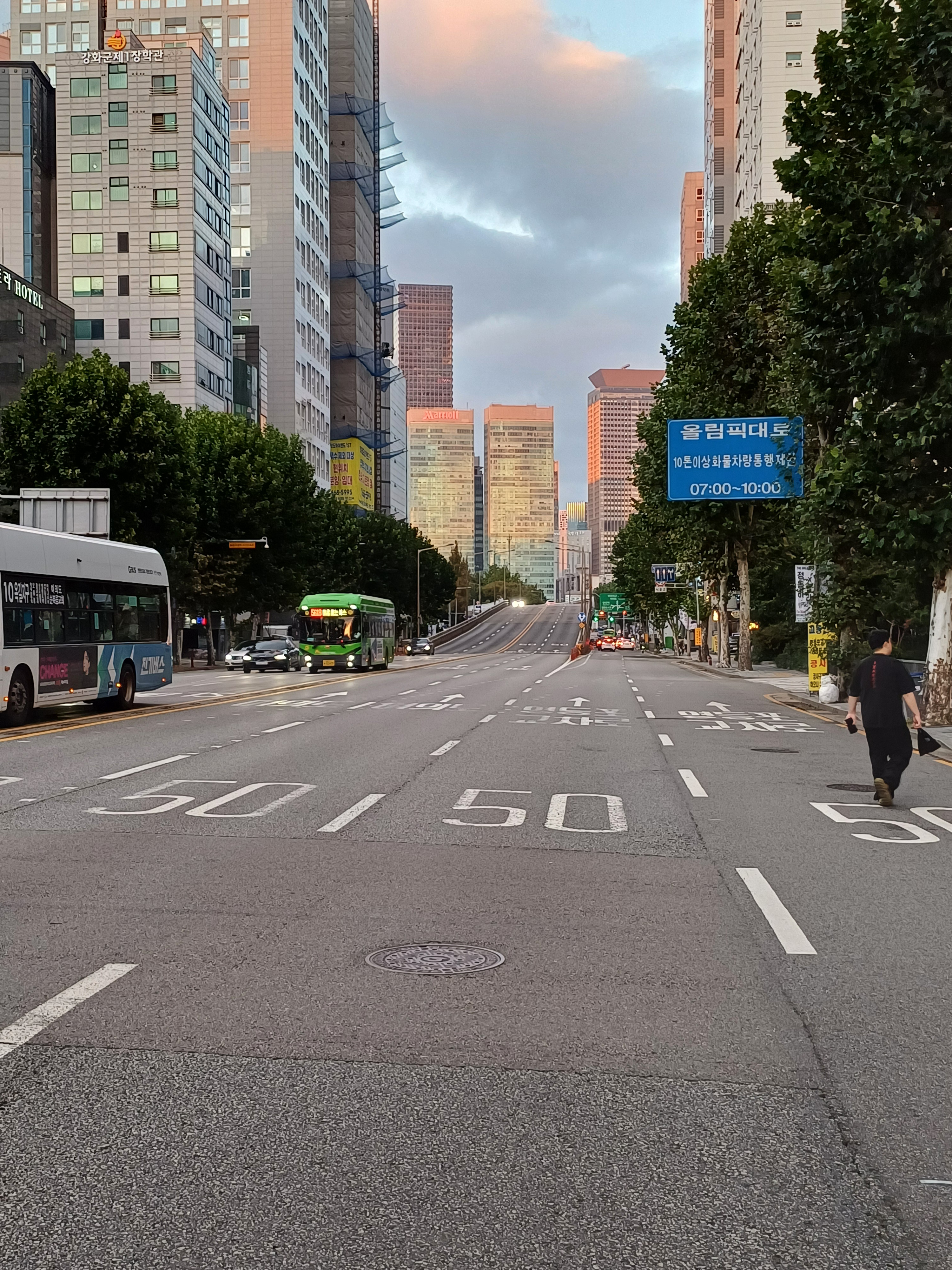
고가차도 올라가는길

영등포고가차도는 1976년에 만들어진 국도 제46호선의 경인로의 고가차도였다. 영등포로터리 위를 입체적으로 지나감으로서 이 지역의 교통량을 줄이는 역할을 분담했었다.

## 기타
과거 고가차도가 영등포로터리 위를 지나가지만 아직도 이 지역의 교통문제는 해결되지 않았다.
2024년 10월 25일 철거되었다. 영등포 제2빗물펌프장 신설 공사와 버스 중앙차로·공원 조성 공사와 연계해 공사를 진행한다.

## 같이 보기
- 서울교